# Abbé Desforges
Pour les articles homonymes, voir Desforges.
Jacques Desforges (Étampes, 9 mai 1723 - Étampes, 27 avril 1792), plus connu sous le nom de l'abbé Desforges, chanoine de la collégiale Sainte-Croix d’Étampes qui exerça aussi à Oysonville avant 1750, est connu pour avoir été incarcéré à la Bastille en 1758 après avoir publié un ouvrage prônant le mariage des prêtres et pour avoir entrepris en 1772 une tentative de vol dans un char couvert de plumes.
Depuis 2003, un astéroïde porte son nom.

## Embastillement
L'abbé est l'auteur d'un ouvrage intitulé Les avantages du mariage, et combien il est nécessaire et salutaire aux prêtre et aux évêques de ce temps-ci d’épouser une fille chrétienne, qu'il fait imprimer à un peu plus de 2 000 exemplaires, et qui est aussitôt saisi par les autorités en septembre 1758.
Il explique notamment dans cet ouvrage que le célibat expose les membres du clergé « aux désirs brûlants qui [les] tourmentent sans aucun fruit ». Ainsi, ajoute-t-il, « la mort est préférable à une vie triste ». S'adressant au roi, il le supplie en ces termes : « qu’il soit permis à votre clergé de France, aux évêques et aux prêtres, d’épouser une fille chrétienne, afin que leur fragilité soit garantie des dangers où le célibat les expose sans cesse. Le pape ne sera pas assez inhumain que de vous refuser cette grâce, que Votre Majesté aura la bonté de lui demander pour nous ; mais s’il la refusait et s’il était déraisonnable au point de manquer de déférence à Votre Majesté, elle y pourrait très bien remédier… »,.
Il est pour ces faits incarcéré à la Bastille du 26 septembre 1758 au 9 mai 1759.
Il ne sort de la Bastille que pour être relégué à Étampes, avec interdiction de se rendre à Paris et de s'éloigner à plus de deux heures de marche de sa résidence.

## Tentatives aéronautiques
Le 7 août 1759, il écrit une lettre au directeur de la Bastille dont il vient d’être libéré, dans laquelle il fait allusion à la construction (ou prétendue telle) d'une machine volante :
« Je m’occupe maintenant à la construction d’une machine qui sera d’une très grande utilité au public. J’en ai fait un petit essai qui m’a assez bien réussi. Je vais bientôt la proposer à la cour, car je voudrais être en état de témoigner ma reconnaissance à mes bienfaiteurs ; mais je ne pourrai jamais m’en acquitter dignement avec vous, après les services importants que vous m’avez rendus, et dont je garderai un éternel souvenir. ».
L'abbé parvient, à une date indéterminée, à recueillir 100 000 francs auprès de souscripteurs crédules, pour réaliser une expérience de vol en aérostat. Sa tentative se solde par un échec et on ignore même si elle connut un début de réalisation. Mais les souscripteurs ne revirent jamais leur argent.
En 1772, il se lance dans une nouvelle entreprise tout aussi improbable, relatée dans le livre « Correspondance littéraire, philosophique et critique » écrit par Friedrich Melchior
Grimm et publié en juillet 1772. À la page 232, dans l'article intitulé « Chanoine d’Etampes volant à tire-d’aile » , on peut lire :
« Dans la légende dorée de 1772 il ne faut pas oublier M. l’abbé Desforges, chanoine d’Etampes, avec son char volant. Si la promesse magnifique de voyager dans les airs et de faire 30 lieues par heure, n’a pu se faire écouter au milieu du tourbillon de Paris, je vois qu'en revanche elle a fait une forte sensation dans les pays étrangers, et qu’on s'attend en plusieurs endroits de voir arriver le chanoine Desforges dans sa gondole aérienne. Mais son premier essai n’a pas été heureux. Il s'est fait porter par quatre paysans sur une hauteur, près d'Etampes, et dès qu’il leur a dit de lâcher la gondole, il est tombé à terre ; mais il en a été quitte pour une légère contusion au coude. On ne brûlera jamais le chanoine d'Étampes comme sorcier. Tout ce qu’il sait de magie se réduit à une chose très simple. Il a fabriqué une espèce de gondole d’osier, il l’a enduite de plumes, il l’a surmontée d’un parasol de plumes, il s’y campe avec deux rames à longues plumes, et il espère, à force de ramer, de se soutenir dans les airs et de les traverser. Le miracle ne s’est pas encore fait, mais il peut se faire encore, et la foi du chanoine se soutient malgré sa culbute ... »

## Éponymie
En mai 2003, l'astéroïde no 10830 a été nommé « (10830) Desforges » à la suite de la demande du Corpus étampois auprès de son découvreur, l'astrophysicien belge Eric Walter Elst, avec l’accord officiel de l'Union astronomique internationale,.